# اوه هیه-ری
اوه هیه-ری (انگلیسی: Oh Hye-ri؛ زادهٔ ۳۰ آوریل ۱۹۸۸) تکواندوکار اهل کره جنوبی است.
وی در مسابقات کشوری و بین‌المللی در مجموع برندهٔ ۷ مدال طلا، ۴ مدال نقره، ۶ مدال برنز شده‌است.